# Pont Monivong
Le pont Monivong est un double-pont en béton précontraint franchissant le Bassac à Phnom Penh. Il a été nommé ainsi en l'honneur du roi Sisowath Monivong (1875-1941).
C'est l'un des deux seuls ponts franchissant le Bassac au Cambodge, avec le Pont Ta Khmao plus au sud, c'est un pont important pour la circulation de la ville.
Il est de fait constitué de deux ponts, le premier construit dans les années 1960 et le second inauguré le 27 mai 2009.

## L’ancien Pont Monivong

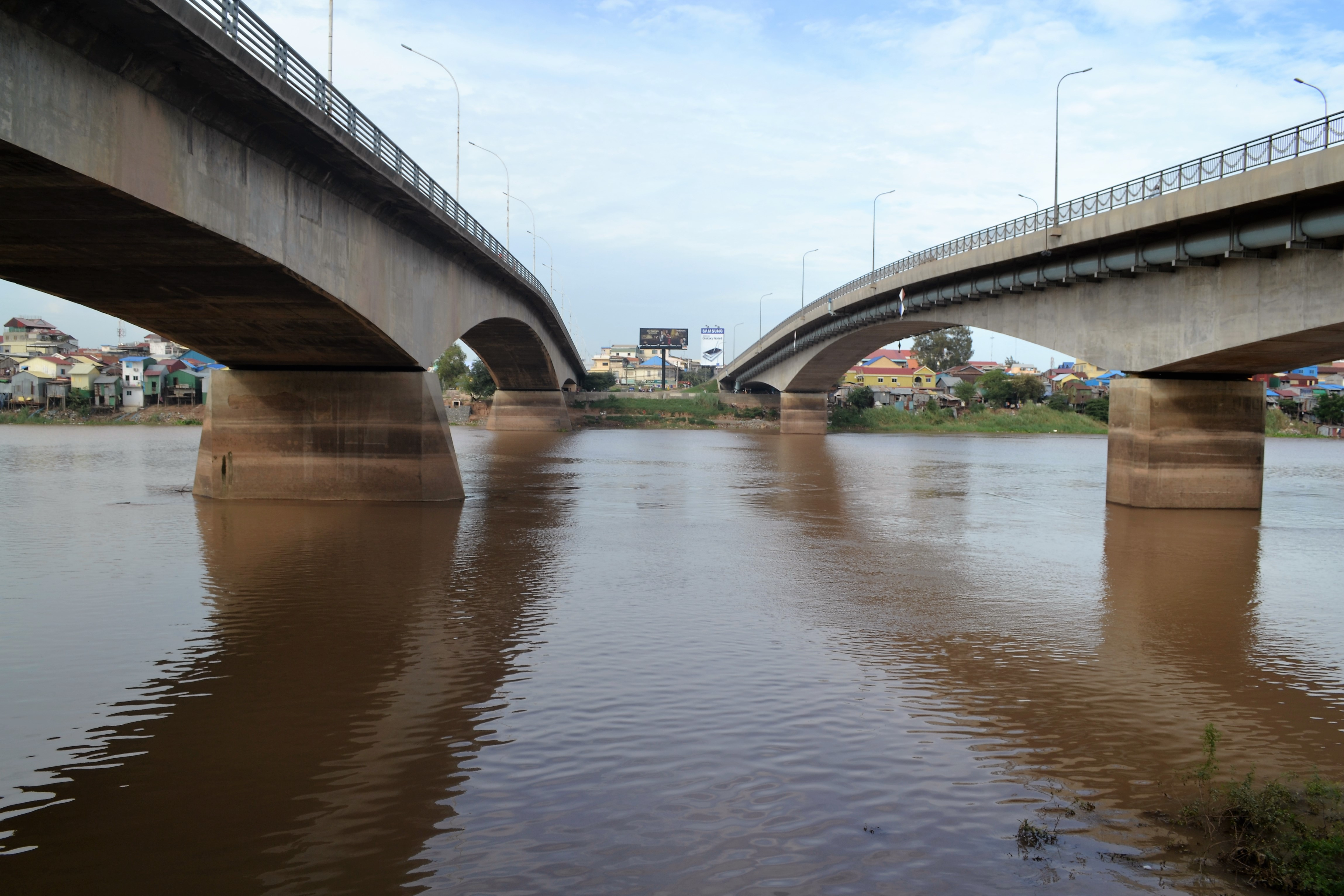
L'ancien pont à gauche
le nouveau à droite
vues de la rive ouest

Un pont Monivong avait été construit en 1929 sous la forme d’un pont Bailey appelé « Ar Chroy Orc Bridge », devenu vétuste, il est démoli en 1960 et reconstruit en béton sous le nom de « nouveau Pont Preah Monivong ». Au début des années 2000, celui-ci se révèle trop petit, et ne permet plus de répondre à l'augmentation récente de la population, au développement économique et à l’accroissement du trafic automobile et empêche de finaliser le projet visant à moderniser la route nationale 1 pour la transformer en route à deux fois deux voies, projet de l'ASEAN. La construction du nouveau pont Monivong est devenue une nécessité pour la municipalité de Phnom Penh.

## Descriptif du nouveau pont
Le pont a 14 m de large et 269,50 m de long. Le tablier, en béton précontraint, s’appuie sur des piles en forme de polygone de 3 m x 8 m. Le nouveau pont est situé à 30 m au sud de l'ancien. Il porte une canalisation qui permet l’alimentation en eau potable des régions à l'est du pont. Il a été inauguré le 27 mai 2009.

## Coût et délais
Les coûts de construction du pont ont été de 10 489 097 $ US. Le chantier a duré 2 ans et 5 mois depuis sa cérémonie de la pose de la première pierre (23 décembre 2006).

## Future
Une nouvelle bretelle d'accès va être construite côté Est (2016).